# Семёнов, Яков Лазаревич
Яков Лазаревич Семёнов (1831, Минусинск — 23 февраля 1913, Владивосток) — русский купец 1-й гильдии, потомственный почётный гражданин. Считается первым гражданским жителем города Владивосток.

## Биография
Яков Лазаревич Семёнов происходит из семьи крестьян Енисейской губернии, Минусинского округа, Шушенской волости. Получил домашнее образование
Продав дом, доставшийся ему в наследство от отца, Яков Лазаревич закупил текстильные изделия и переехал жить в Николаевск-на-Амуре.
Занимался торговлей на Амуре с конца 1850-х — начала 1860-х годов. В сентябре 1860 года он привёз в залив Святой Ольги товары на продажу: текстильные изделия, чай и сахар. Зимой того же года он объездил побережье от Ольги на север, до устья реки 3еркальной, и на юг, до Сучанской долины. Здесь он впервые столкнулся с добычей китайцами морской капусты. Добытые морепродукты китайцы продавали маньчжурам. С 1861 года он ведёт пушную меновую торговлю в южном Приморье и во Владивостоке. Яков Лазаревич знал китайский язык, что позволяло ему успешно вести торговлю.
Осенью 1861 года Яков Лазаревич с женой и сыном переселяются во Владивосток, а в 1862 году он становится владельцем первого земельного участка в городе, проданного в частные руки.
25 октября Владивосток получает статус порто-франко — порта, имеющего право беспошлинного ввоза и вывоза товара. Для налаживания торговых отношений с Китаем в 1863 году Яков Лазаревич Семёнов и начальник порта Владивосток Евгений Степанович Бурачёк совершают поездку в Хуньчунь. Там они столкнулись с противодействием со стороны китайских властей, торговые отношения установить не удалось. Дальнейшая торговля с Китаем была построена на частных контрактах между купцами. С 1864 по 1880 Яков Лазаревич занимается добычей и экспортом в Китай морской капусты и трепанга. Ежегодно он отправлял в Китай до 100 тысяч пудов продукта.
В 1865 году во Владивостоке открывается верфь. Одним из первых судов построенных здесь становится двухмачтовая парусная шхуна «Эмилия», построенная для Семёнова. Постройкой руководил шведский мастер Фрис, к работе были привлечены солдаты и в меньшей степени китайцы. А сам Семёнов стал её капитаном. На «Эмилии» стали перевозить почту, грузы и пассажиров между Владивостоком и Ольгой.
В январе 1867 Яков Лазаревич становится купцом 2-й гильдии. В течение двух лет, с 1870 по 1871 год занимает пост городового старосты Владивостока. Должность старосты была почётной и не оплачивалась. Напротив, Семёнов отдал свой дом под канцелярию, отапливал и освещал её. Яков Лазаревич разбирал дела начиная от случаев мошенничества и клеветы до вопросов о благоустройстве города. Многие вопросы он выносил на общественное обсуждение. В 1874 году Семёнова выбрали на должность старосты во второй раз. Через год он передал свои обязанности первому городскому голове Михаилу Кузьмичу Фёдорову, а сам стал гласным в местной городской думе.
В 1872 году Якова Лазаревича приписывают к владивостокскому купеческому обществу по 2-й гильдии. С 1878 также начинает заниматься рыбным промыслом на острове Сахалин. В 1895 году совместно с Георгом Денби создал фирму «Семёнов и К». Помимо этого, занимался добычей золота и поставками продовольствия и фуража для войск.
К 1900 Яков Лазаревич становится купцом 1-й гильдии и получает звание потомственного почётного гражданина.
Яков Лазаревич умер 23 февраля 1913 года и был похоронен на Покровском кладбище во Владивостоке. По адресу улица Светланская, 46 располагается дом Якова Лазаревича Семёнова, построенный в 1900—1903 годах, который сейчас является объектом культурного наследия Российской Федерации. А на месте, где располагался первый дом Семёнова во Владивостоке, в 1995 установлен памятный знак.